# Depot Island (Øygarden)
Depot Island ist eine kleine Insel etwa 1,5 km nördlich des westlichen Ausläufers von Shaula Island in der Inselgruppe Øygarden vor der Küste des antarktischen Kemplands.
Norwegische Kartografen erfassten sie anhand von Luftaufnahmen, die bei der Lars-Christensen-Expedition 1936/37 entstanden. Die Australian Nature Conservation Agency benannte die Insel nach dem Versorgungslager, das dort bei den Australian National Antarctic Research Expeditions im Jahr 1956 errichtet worden war.